# Redstone Arsenal
Redstone Arsenal je vojenské středisko a základna ve státě Alabama (Spojené státy americké), kde Američané vyvíjeli své rakety. Dnes je zde středisko NASA.

## Historie střediska

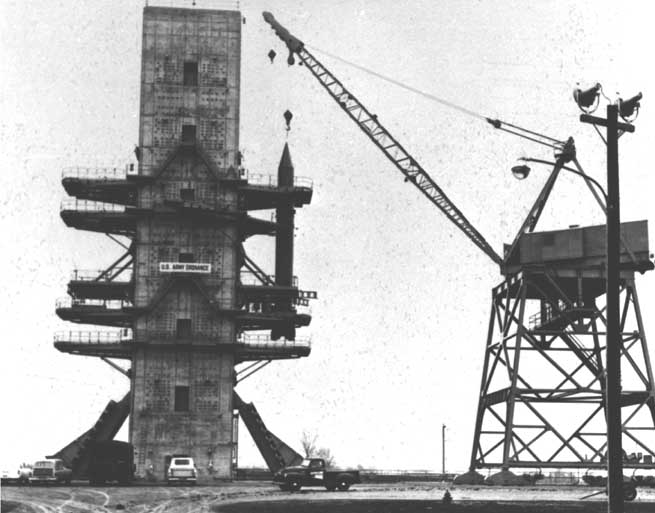
Testovací zařízení pro raketové motory, 1956

Vojenská základna armády USA Redstone Arsenal byla vybudována v roce 1941 v Huntsville (Alabama), v severní části státu Alabama na jihovýchodě USA.
Roku 1950 se do Redstone Arsenal přesunul vědecký tým pod vedením von Brauna a ten zde vybudoval Army's Jupiter ballistic missile. Právě zde pod vedením Wernera von Brauna byly vyvíjeny různé typy raket počínaje raketou Redstone, která vynesla do vesmíru první americkou družici Explorer.
Vojenská instituce Army Ballistic Missile Agency (ABMA) byla v Redstone zřízena 1. února 1956.
O dva roky později byla podřízena nově vzniklému velitelství pro munici a rakety Army Ordnance Missile Command (AOMC) a to společně s dalšími středisky, původní Redstone Arsenal, Jet Propulsion Laboratory v Pasadeně i střelnice White Sands v Novém Mexiku.
Po zřízení NASA bylo roku 1960 středisko převedeno ze správy armády na tuto vesmírnou agenturu a změnilo se na MSFC – Marshall Space Flight Center.